# House on Haunted Hill (1959)
House on Haunted Hill (bra: A Casa dos Maus Espíritos) é um filme de terror americano de 1959, dirigido por William Castle, escrito por Robb White e estrelado por Vincent Price, Carol Ohmart, Richard Long, Alan Marshal, Carolyn Craig e Elisha Cook, Jr. Na trama, Price interpreta um milionário excêntrico, Frederick Loren, que, junto com sua esposa Annabelle, convidou cinco pessoas para uma festa em uma casa mal-assombrada famosa pela violência dos crimes ali cometidos. Dando a cada um deles apenas uma arma, para defesa pessoal, quem conseguir ficar na casa por uma noite, ganhará 10 mil dólares. Conforme a noite avança, os hóspedes ficam presos dentro da casa com uma variedade de coisas sinistras. Este filme é talvez mais conhecido por seu truque promocional Emergo — que é um truque com uma ideia incomum que visa melhorar a experiência de assisti-lo e, assim, aumentar as vendas de bilheteria.
O filme usa muitos adereços usados em casas mal-assombradas de carnaval para gerar medo e terror. O filme é de domínio público.

## Sinopse
O filme conta a história de 5 pessoas que foram convidadas para passar a noite numa casa assombrada, por um milionário excêntrico, Fredrick Loren, que está a fazer a "festa" para a sua quarta mulher Annabelle, com a condição de que a electricidade seria cortada e todas as portas trancadas á meia-noite, impedindo assim a fuga. Frederick dá para cada um dos seus convidados um pequeno caixão, contendo uma arma. Quem ficar nessa mesma casa a noite inteira, se ainda estiver vivo, receberá a quantia de 10 mil dólares.

## Elenco

Vincent Price em House on Haunted Hill

- Vincent Price como Frederick Loren, um milionário cujas 3 primeiras mulheres tiveram mortes suspeitas.
- Carolyn Craig como Nora Manning, uma secretária.
- Richard Long como Lance Schroeder, um piloto.
- Elisha Cook como Watson Pritchard, o dono da casa.
- Carol Ohmart como Annabelle Loren, a quarta mulher de Frederick.
- Alan Marshal como Dr. David Trent, um psiquiatra.
- Julie Mitchum como Ruth Bridgers, uma colunista com problemas de jogo.

## Produção

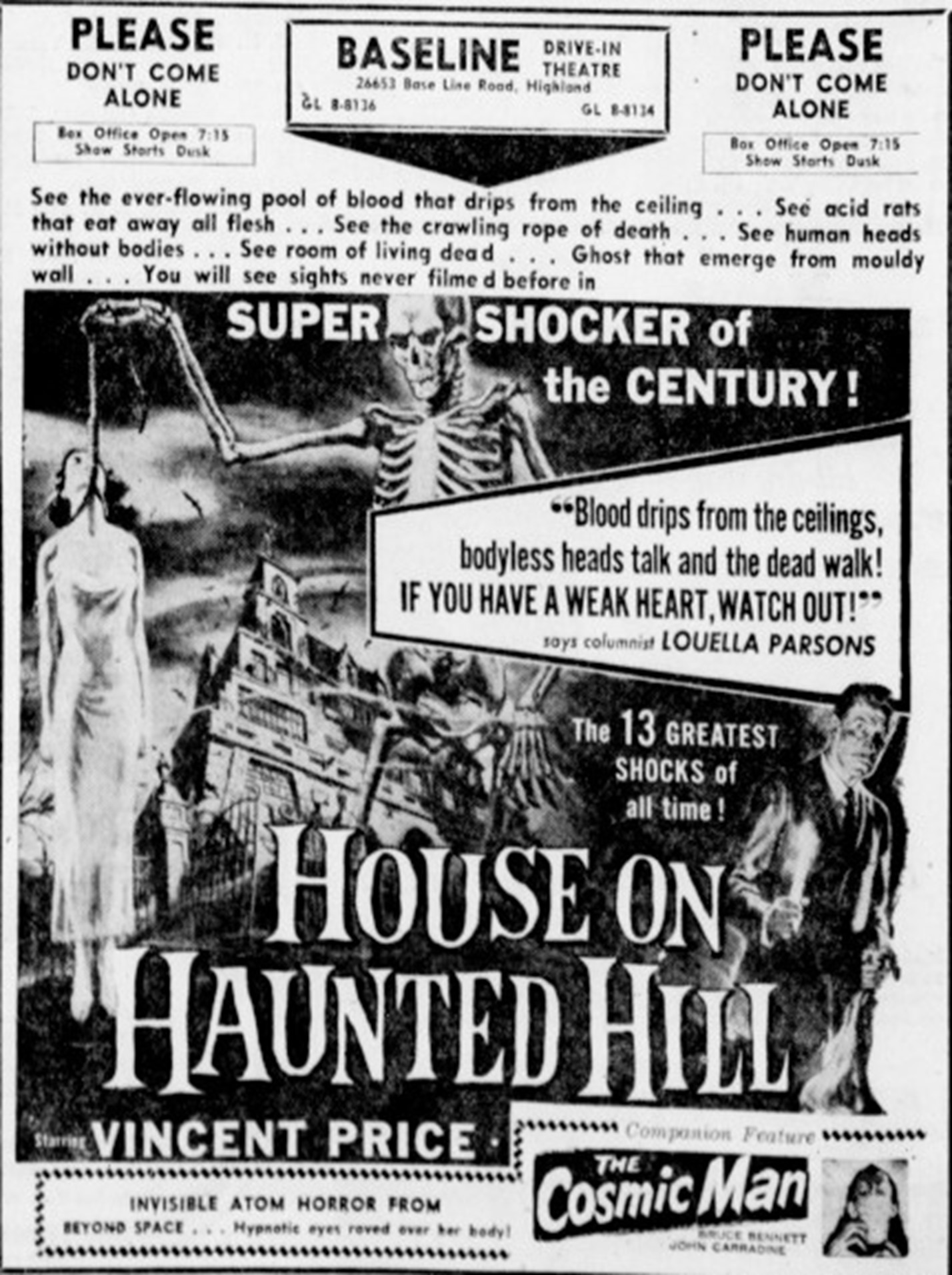
Propaganda drive-in de 1959 para House on Haunted Hill e seu co-filme, The Cosmic Man.

As cenas externas da casa foram filmadas na histórica Ennis House, em Los Feliz, Califórnia, projetada por Frank Lloyd Wright e construída em 1924. A maior parte do filme foi filmada em estúdios de som, retratando o interior da casa em uma combinação de estilos, incluindo o vitoriano da década de 1890, com lustres a gás e arandelas. O pôster do filme incluía uma ilustração de uma casa em um terceiro estilo, uma estrutura românica fantasiosa de quatro andares.
O trailer do cinema promoveu o filme como The House on Haunted Hill, embora todo o material publicitário e o título do filme em si fossem simplesmente intitulados House on Haunted Hill.
O filme é talvez mais conhecido por um truque promocional usado no lançamento original do filme nos cinemas, chamado "Emergo". Em alguns cinemas que exibiram o filme, os exibidores instalaram um elaborado sistema de polias perto da tela do cinema, o que permitiu que um esqueleto de plástico voasse sobre o público durante uma cena correspondente no final do filme. (Vários cinemas modernos, incluindo o Film Forum, o Loew's Jersey Theatre e o Music Box Theatre (Chicago), sediaram exibições de relançamento do filme, durante as quais o truque "Emergo" foi recriado.)

## Lançamento
House on Haunted Hill foi originalmente lançado nos cinemas pela Allied Artists. "No cinema", lembrou Steven Tyler, do Aerosmith, "eles tinham um fio e um fantasma descia e fazia todo mundo pular dos assentos. A garota com quem você estava gritava, você gritava, e então, você sabe, todo mundo ia para casa feliz."
Graças em parte ao artifício de Castle, o filme foi um enorme sucesso. Alfred Hitchcock percebeu o desempenho de bilheteria do filme de baixo orçamento e fez seu próprio filme de terror de baixo orçamento, que se tornou o sucesso aclamado pela crítica, Psycho (1960). O próprio Castle era fã de Hitchcock e tentou imitar o trabalho de Hitchcock em seus filmes posteriores, como Homicidal (1961).
A Lorimar Productions lançou o filme em fita VHS na Key Video da CBS/Fox Video em outubro de 1985. Dois grandes estúdios lançaram o filme em home media em versões remasterizadas. A Warner Home Video lançou o filme em DVD como um tie-in para o lançamento do remake de 1999. Em 2005, o filme foi colorido pela Legend Films. A versão colorida foi lançada em DVD no mesmo ano pela 20th Century Fox. Os extras preparados pela Legend Films para o lançamento do DVD da Fox incluíram um comentário em áudio do comediante Michael J. Nelson do Mystery Science Theater 3000, duas versões do trailer e uma apresentação de slides de imagens do livro de imprensa original do filme.
Johnny Legend lançou um DVD em comemoração ao 50º aniversário do filme, contendo muitos extras, como o trailer original do cinema e comerciais de TV, além de vários trailers de cinema de William Castle e Vincent Price, um perfil de Carol Ohmart e programas de TV da "era de ouro" estrelados por Vincent Price. Um arquivo DivX da versão colorida com o comentário incorporado está disponível como parte do serviço RiffTrax On Demand de Nelson. Em 2009, um comentário recém-gravado por Nelson, Kevin Murphy e Bill Corbett foi lançado pela RiffTrax. A equipe RiffTrax realizou um RiffTrax ao vivo de House em Haunted Hill em 28 de outubro de 2010.
House em Haunted Hill foi lançado em uma edição restaurada em Blu-ray como parte da Vincent Price Collection II de 2014 da Shout! Factory.
Em 28 de setembro de 2011, o espólio de William Castle lançou um roteiro anotado de House em Haunted Hill, que é uma cópia do roteiro de filmagem junto com as "notas de margem" de Castle e o estilo encadernado em couro que Castle usou em seu roteiro de filmagem. Esta edição inclui introduções de Joe Dante e da filha de Castle, Terry. Ela também apresenta sua própria versão de "Emergo", na qual o esqueleto aparece para os leitores por meio de um método de "virar a página". A Mondo Media relançou o filme em 2015 como parte de sua série Mondo X Chiller em 28 de março de 2015 no Alamo Drafthouse em Yonkers, Nova York.

## Recepção e legado
No agregador de críticas cinematográficas e televisivas Rotten Tomatoes, o filme recebeu uma classificação "fresca" de 80% baseada em 43 críticas retrospectivas, com uma classificação média de 7,20/10. O Allmovie elogiou o filme retrospectivamente, escrevendo: "Exagerado e assustador em medidas iguais, House on Haunted Hill merece seu status de clássico do terror".
O filme também foi parodiado pela RiffTrax em 9 de fevereiro de 2009 e novamente ao vivo em Nashville, lançado em DVD em 16 de maio de 2011 (este último também apresentou dois curtas: Magical Disappearing Money e Paper and I).

## Sequências
O filme foi refeito como House on Haunted Hill, de 1999, que teve uma sequela em 2007 intitulada Return to House on Haunted Hill. O filme de 1999 recebeu críticas negativas, mas foi um sucesso de bilheteria, enquanto a sequência de 2007 foi lançada diretamente em vídeo e amplamente criticada.
Em 2017, outro remake estava em desenvolvimento junto com uma prequel do filme original, esta última escrita pela filha de Castle, Terry Castle.